# Casa Gran de Cal Riera
La  Casa Gran de Cal Riera, també coneguda com a Casa Gran de Cal Gregori, és una masia situada al nucli homònim de Puig-reig (Berguedà), inclosa a l'Inventari del Patrimoni Arquitectònic de Catalunya.

## Història
La masia fou construïda a finals del segle xvii per la família Ferrer (àlies «Barbut»), que en aquest segles foren batlles de Merola. Gràcies a la donació que varen fer d'un tros de terreny, es va construir l'any 1609 la nova església parroquial de Santa Maria de Merola, propera a la masia. El seu patrimoni augmentà al llarg del segle xvii i xviii.
Les inscripcions en diverses llindes informen dels anys de construcció i de diverses ampliacions. En dues llindes de la façana oest s'indica l'any 1705; a la inscripció d'una llinda en una façana actualment interior hi ha la inscripció Joseph Riera 1848, i en una llinda del conjunt de tines indica la data de 1749.
Aquí es va trobar el tresor de Puig-reig, un cofre amb 781 monedes d'or i d'argent de finals del xviii i del xix, procedents d'Espanya, Amèrica i Europa, producte del tresorejament dels habitants de la casa. El tresor es va trobar casualment el 1964 arran d'unes obres efectuades a la casa. Actualment és exposat al Museu Nacional d'Art de Catalunya.
La casa va ser una gran propietat agrícola fins que a finals del segle xix els amos es varen vendre el molí fariner que tenien al peu del riu Llobregat a la firma P. Manent i Cia, que hi fundà una fàbrica de filats i teixits i la colònia industrial de Cal Riera.
Segons una inscripció, el 1912 la masia va ser reformada i ampliada l'any 1912 per Gregori Conill. La reforma va consistir a sobrealçar la casa i construir l'últim tram de masia a la part nord, sobre les tines. Els Conill i els Segarra són descendents dels antics propietaris Riera, els quals van perdre el cognom per diferents casaments de pubilles. Durant la Guerra Civil la masia fou quarter de l'exèrcit republicà. En aquesta època es van perdre algunes pertinences de la casa. En el lloc on ara hi ha un cobert de maó, al costat de ponent, hi havia, com en moltes masies, el «recolliment», un cobert on es podien aixoplugar els passavolants.

## Descripció
Masia de dimensions considerables que respon a la tipologia de masia amb galeries a llevant i a migdia. Amb teulada de dues aigües i una gran quantitat d'obertures per a les galeries, finestres i balcons. Presenta l'estructura típica de cases del segle xviii, de tres cossos, on ha deixat de predominar l'estructura massissa, arrelada amb la necessitat de defensa, i s'obre a l'entrada de llum i sol.
La galeria de migdia forma un cos adossat posteriorment i que ha tapat el primitiu portal d'entrada adovellat, situat a l'antiga façana principal. La galeria de la façana est, tot al llarg de la planta pis, és feta amb arcs rebaixats, impostes de rajol, òculs damunt de cada arc i barana metàl·lica. A la façana nord, on actualment hi ha l'accés principal, hi ha un portal d'entrada molt simple, unes balconades al primer pis i una finestra geminada a la part superior. Aquesta part final de la casa fou construïda a començament del segle xx sobre dues tines.
Tota la casa es fonamenta sobre la roca natural, que a la planta baixa ha estat retallada i serveix de paviment. Als baixos es conserva l'antic celler, amb forats excavats a la roca i cambres cobertes amb voltes de pedra. Al celler s'hi conserven dues tines grosses i diversos tinardons. A prop de les tines, al sector nord-est, hi ha un forat circular excavat a la roca que probablement correspon a una antiga sitja.
A la part nord de la casa hi ha una renglera de coberts de pedra i una era enrajolada de forma poligonal. A la banda de llevant, un conjunt de sis tines, actualment tapades, que corresponien als rabassaires. I a la part posterior, hi ha un pou. Fins no fa gaires anys, a la part davantera encara hi havia una construcció corresponent a la masoveria, la qual fou enderrocada. Molt a prop hi passava un camí, en part també excavat a la roca.